# Linofryna drzewkowąsa
Linofryna drzewkowąsa (Linophryne arborifera) – gatunek niedużej ryby żabnicokształtnej z rodziny Linophrynidae, żyjącej w wodach środkowego Atlantyku na głębokości około 1000 m. U linofryn występuje dymorfizm płciowy: samice są kilka razy większe od samców. Cechą charakterystyczną samic jest obecność wystającego z pyska długiego, świecącego wabika oraz rozgałęzionego, również dającego światło wąsika, wyrastającego z żuchwy. Samce natomiast prowadzą pasożytniczy tryb życia, bytując na ciałach swoich partnerek.